# Элаев, Рамазан Муртазалиевич
Рамазан Муртазалиевич Элаев (род. 16 декабря 1996) — российский самбист, призёр первенств России среди юниоров и молодёжи, бронзовый призёр чемпионата России 2019 года, чемпион России и обладатель Кубка мира среди студентов, чемпион России и мира по пляжному самбо, победитель и призёр международных турниров, мастер спорта России международного класса (2021). Выступает в 1-й полусредней весовой категории (до 68 кг). Тренируется под руководством Анатолия Степанова.

## Спортивные результаты
- Чемпионат России по самбо среди студентов 2017 года — ;
- Чемпионат России по самбо среди студентов 2018 года — ;
- Чемпионат России по самбо 2019 года — ;
- Чемпионат России по пляжному самбо 2021 года — ;